# NGC 5491B
NGC 5491B este o galaxie situată în constelația Fecioara. A fost descoperită în  de către William Herschel.